# Старокатолицизм
Старокатолици́зм (нем. Altkatholizismus) — группа западных национальных церквей, возникших в 1870-е годы вследствие неприятия частью духовенства и мирян Римско-католической церкви решений Первого Ватиканского собора: догмата о непогрешимости папы римского и догмата о непорочном зачатии Пресвятой Богородицы. Многие старокатолики отвергают также филиокве — догмат об исхождении Святого Духа не только от Отца, но и от Сына.
Термин был впервые использован в 1853 году применительно к сторонникам кафедры Утрехтского архиепископа, избиравшегося без санкции папского престола с 1723 года.
24 сентября 1889 года была создана Утрехтская уния путём подписания Утрехтской конвенции епископами Голландии, Швейцарии и Германии. С 1931 года Утрехтская уния находится в полном общении с Англиканским сообществом.
Старокатолицизм не является единой деноминацией, а представляет собой ряд церквей, которые свою экклезиальность основывают на принципе апостольского преемства. Ряд из них объединены в Утрехтскую унию старокатолических церквей. Старейшей из старокатолических юрисдикций является Голландская старокатолическая церковь, основанная в 1704 году нидерландским католическим архиепископом Петером Коддом, смещённым с кафедры за янсенизм, осуждённый ранее как ересь.
В 2003 году в качестве альтернативы Утрехтской унии в Европе было создано консервативное старокатолическое объединение, которое вскоре из-за вступления в него старокатолических структур из Северной Америки и Африки, стало называться Всемирным советом национальных католических церквей.

## История

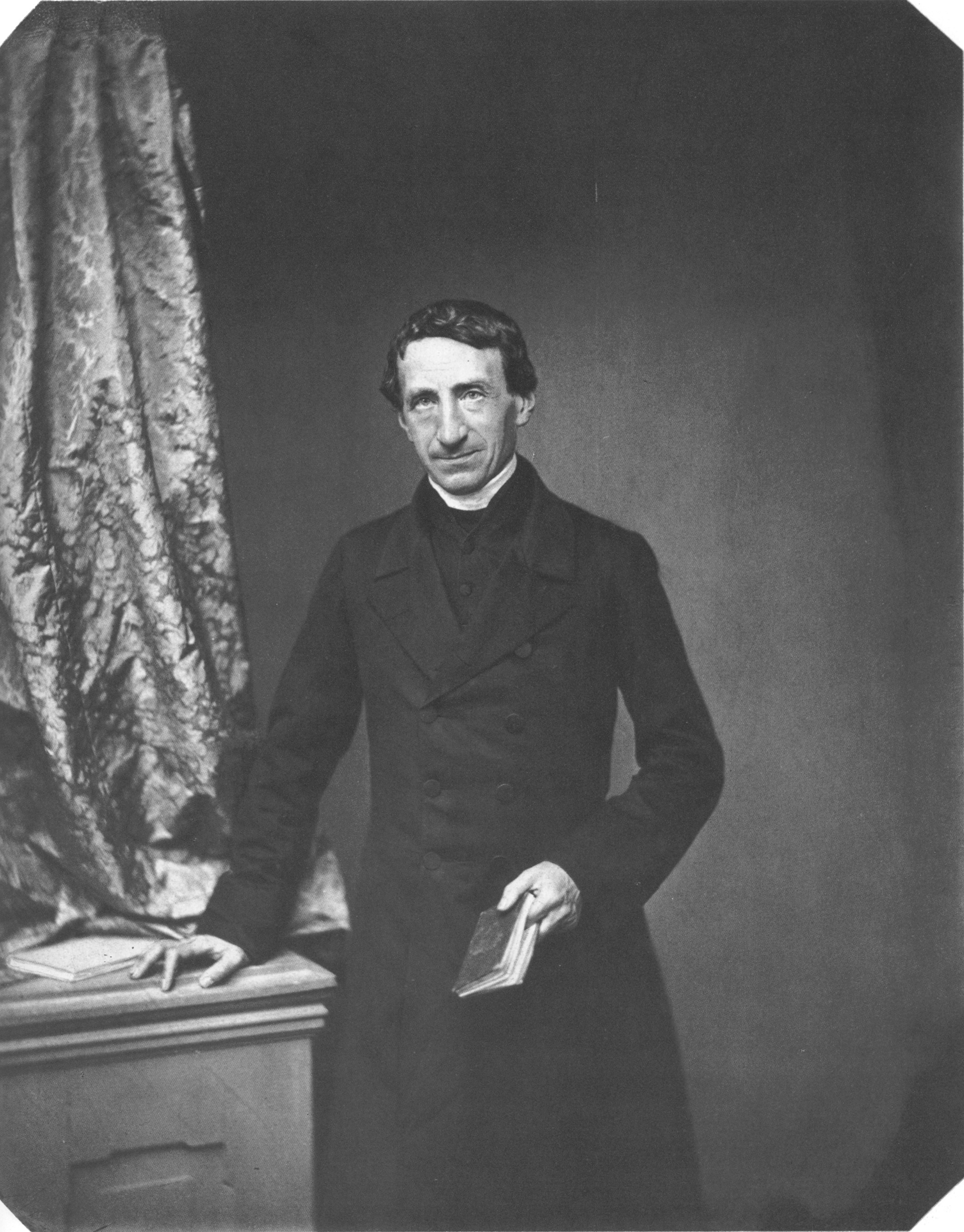
Игнац фон Дёллингер, один из инициаторов движения старокатоликов в Германии

18 июля 1870 года на Первом Ватиканском Соборе был провозглашён догмат о непогрешимости папы римского. Протест против догмата о папской непогрешимости возглавил профессор Мюнхенского университета Дёллингер, по инициативе которого в том же году в Нюрнберге состоялся съезд католических богословов, на котором присутствовали 11 профессоров богословия римско-католических богословских факультетов Мюнхенского, Боннского и Бреславльского университетов, не согласившихся с решениями собора. Они заявили о невозможности принятия Ватиканского догмата как противоречащего постановлениям Вселенской Церкви. 17 апреля 1871 года профессор Деллингер, не поддавшись на уговоры архиепископа Мюнхенского признать папскую непогрешимость, был отлучён от Католической церкви за публичное отрицание церковных вероучений. Позже были отлучены и другие непокорные профессора-богословы.
Отлучённые не прекратили своей борьбы. Они надеялись, что им окажут поддержку немецкие епископы, бывшие их коллеги, энергично противодействовавшие в Риме принятию догмата; но епископы отказались от разрыва с папой римским. Профессорам, обличавшим новое папистское учение, выражалось сочувствие и одобрение со стороны разных классов населения в разных местностях Германии и Швейцарии и благосклонное внимание со стороны правительств Пруссии, Вюртемберга, Баден-Гессена, нескольких кантонов. Возникла мысль об организации движения; стали составляться в разных местах комитеты и конференции. От местных комитетов назначались делегаты в центральные комитеты и на конгрессы. На конгрессах составлялись программы и планы деятельности, назначались комиссии для составления проектов организации, для сочинения катехизисов, для сношений с правительствами и с представителями церквей, устанавливались общие руководственные положения вероисповедания, устройства и управления старокатолических общин и церкви. Постепенно развиваясь, старокатолическое движение приняло форму вероисповедания, получило организацию, образовало в Германии и Швейцарии своеобразные религиозные общины и основало в этих странах старокатолические церкви, получившие права религиозных корпораций.
В сентябре 1871 года в Мюнхене состоялся Первый немецкий старокатолический конгресс, на котором, были составлены правила образования и организации приходских общин. Каждая община должна была иметь священника, получившего рукоположение от епископа. При составлении проекта организации общин оказалось, что число католических священников, примкнувших в Германии к старокатолическому движению, недостаточно и не соответствует количеству образовавшихся старокатолических приходов. Открывалась настоятельная нужда в поставлении в священники новых лиц, необходимо было, поэтому, учреждение епископа. На Конгрессе была признана каноничность иерархии Утрехтской церкви, отколовшейся от Римской церкви. Признание это было очень важно для старокатоликов, потому что в составе самого движения не было ни одного епископа.
В 1872 году был составлен из известнейших профессоров богословия «епископский комитет», которому поручено было изыскать меры к основанию старокатолического епископства в Германии. Комитет вошёл по этому предмету в сношения с правительствами Германской империи. Князь Бисмарк, находившийся в то время в разгаре «культуркампфа», обещал комитету своё содействие. Комитетом был избран в епископы бывший бреславльский профессор, священник Иосиф Губерт Рейнкенс. Рукоположенный утрехтским архиепископом Гулем, он принёс присягу в верности прусскому королю и государству и признан Пруссией, а вскоре после того — Баденом и Гессеном, в достоинстве «епископа германской старокатолической церкви». При соучастии и под руководством епископа была выработана организация старокатолической церкви в Германии. Составные её части — приходские общины, епархии с епископами и Синод. В управлении приходской общины участвуют, под руководством священника, общие собрания членов и приходский совет. В пределах Пруссии учреждены три епархии: Кёльнская, Эссенская и Каттовицская, которые управлялись администраторами, под руководством епископа. Епископ первое время был единственным в Германии старокатолическим иерархом.

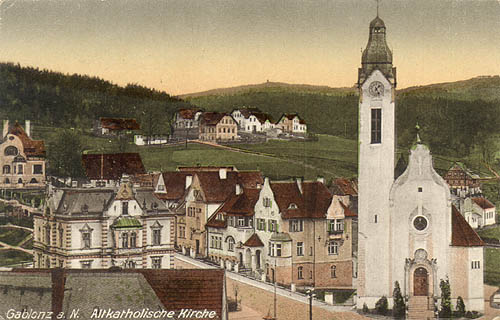
Старокатолическая приходская церковь в Габлонц-ан-дер-Нейсе, Австро-Венгрия (ныне Яблонец-над-Нисоу, Чехия)

В Швейцарии старокатолическое движение сопровождалось большим успехом, чем в Германии. Правительства некоторых кантонов запретили швейцарским епископам обнародовать постановления Ватиканского собора, и тех из них, которые распространяли новый догмат в духовенстве и населении, подвергли взысканиям. Священники, действовавшие по инструкциям своих епископов, были лишены должностей и содержания; изданы были узаконения о подведомственности духовных лиц светской власти. Вследствие протеста папской курии против распоряжений государственной власти, направленных к ограничению влияния папы римского и его курии на население, папистская церковь потеряла в Швейцарии значение Католической церкви и низведена в положение совокупности частных религиозных общин, без прав государственной церкви.
Руководители старокатолического движения в Швейцарии настойчиво заботились об утверждении нового учения, об общественной организации старокатоличечских приходских общин, о согласовании этой организации с государственными узаконениями. Епископом церкви был избран профессор богословия в бернском университете Эдуард Герцог; открыт старокатолический богословский факультет в составе Бернского университета. Христианско-католическая церковь Швейцарии признана государственной церковью, с публичными правами. Число старокатолических приходов Швейцарии к концу XIX века достигало 60, с населением около 80000 лиц.
Старокатолики решительно отвергли учения о всевластии или plenitudo potestatis и о непогрешимости папы римского, о непорочном зачатии Пресвятой Девы, о чистилище, отвергли обязательность постановлений Триентского собора, ряда папских булл, силлабуса 1864 года и т. п.; признали необходимость восстановления древнего Никео-Цареградского символа веры, с исключением из него Filioque, как внесённого противоканонично; признали догматическое учение, выясненное на семи вселенских соборах Православной церкви, вероучением Вселенской Церкви, обязательным навсегда для православных христиан; постановили «твёрдо содержать древнюю кафолическую веру относительно святого таинства алтаря» (но избегают слова «пресуществление»); стали восстановлять причащение под обоими видами и на квасном хлебе (хотя и не во всех общинах); отменили, в принципе, обязательность безбрачия духовенства, хотя на практике многие общины не решались допускать женатых священников.

### Движение в XX веке

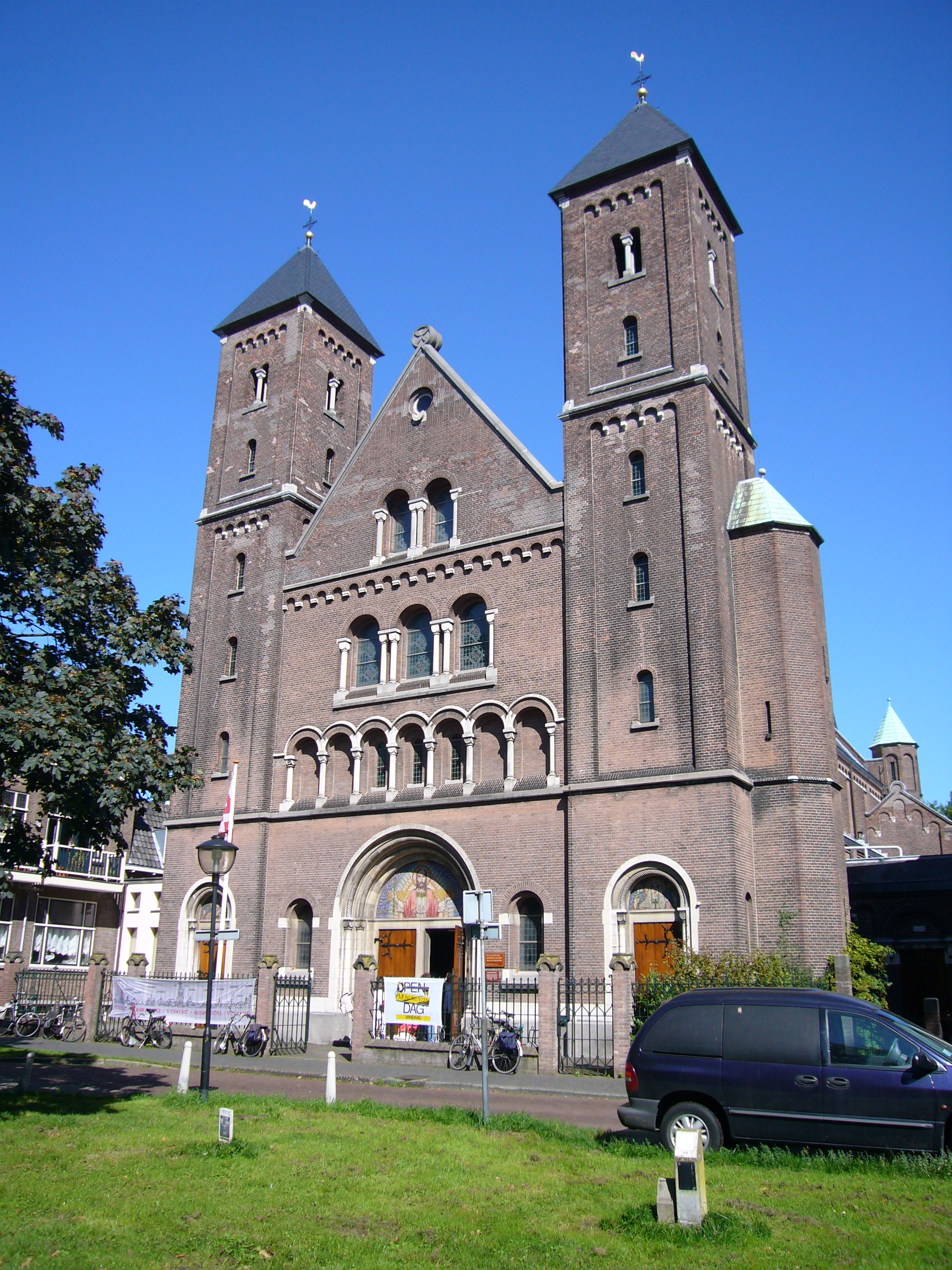
Храм святой Гертруды в Утрехте, кафедральный собор Голландской старокатолической церкви

В первой четверти XX века старокатолики проживали в семи государствах: Германии, Австрии, Швейцарии («Христианско-католическая церковь»), России («Мариавитская церковь»), Франции и Северной Америке («Польская национальная церковь»).
В Германии находилась одна старокатолическая епархия с кафедрой в прирейнском Бонне. Епископом был доктор Йозеф Деммель. 6 марта 1911 года был рукоположён викарий — священник Георг Моог фон Крефельд. В хиротонии приняли участие архиепископ утрехтский Герард Гуль, епископ Хаарлемский Якоб ван Тиль и епископ из Швейцарии Эдуард Герцог. В Бонне находились центральные органы епархии: синодальное представительство, синодальный суд, канцелярия епископа и семинария.
В октябре 1931 года состоялась конференция старокатоликов в Бонне, которая имела важное значение в смысле уточнения вероучения. На ней присутствовали епископы голландских, швейцарских и немецких старокатолических общин, а со стороны православных — представители Восточных Патриархов, а также делегаты Кипрской, Сербской, Румынской, Элладской и Польской Православных Церквей.
С 1982 года у старокатоликов существует рукоположение в диаконисы. В 1994 году немецкие старокатолические епископы одобрили ординацию женщин; рукоположение первой женщины состоялась в 1996 году. Подобные решения были вскоре приняты старокатоликами Австрии, Польши и Нидерландов. В связи с радикальной модернизацией церковной жизни в конце XX — начале XXI веков из Утрехтской унии вышли Польская национальная католическая церковь и Словацкая старокатолическая церковь.

## Экуменические усилия
С 1927 года представители нидерландских и швейцарских старокатолических церквей участвуют в экуменической деятельности.
В 1931 году подписанием Боннского соглашения было установлено полное общение между старокатолическими церквами Утрехтской унии и Церковью Англии. За этим последовало аналогичное соглашение в 1946 году между Польской национальной католической церковью и Епископальной церковью в США. Большинство англиканских церквей приняли эти соглашения; благодаря взаимному участию в епископских хиротониях более половины англиканского епископата в мире имеют как старокатолическую, так и англиканскую епископальную преемственность. В том же 1931 году был начат экуменический диалог с православными церквями.
В 1965 году старокатолики расширили Боннское соглашение, включив в него Независимую филиппинскую церковь, Реформатскую епископальную церковь Испании и Лузитанскую церковь.
В 1985 году Старокатолическая церковь Германии достигла соглашения с Евангелической церковью Германии о взаимном признании причастия. В 2016 году установлено общение с лютеранской Церковью Швеции. При папстве Иоанна Павла II состоялись экуменические дискуссии на высоком уровне, особенно с Польской национальной католической церковью.

## Всемирный совет национальных католических церквей

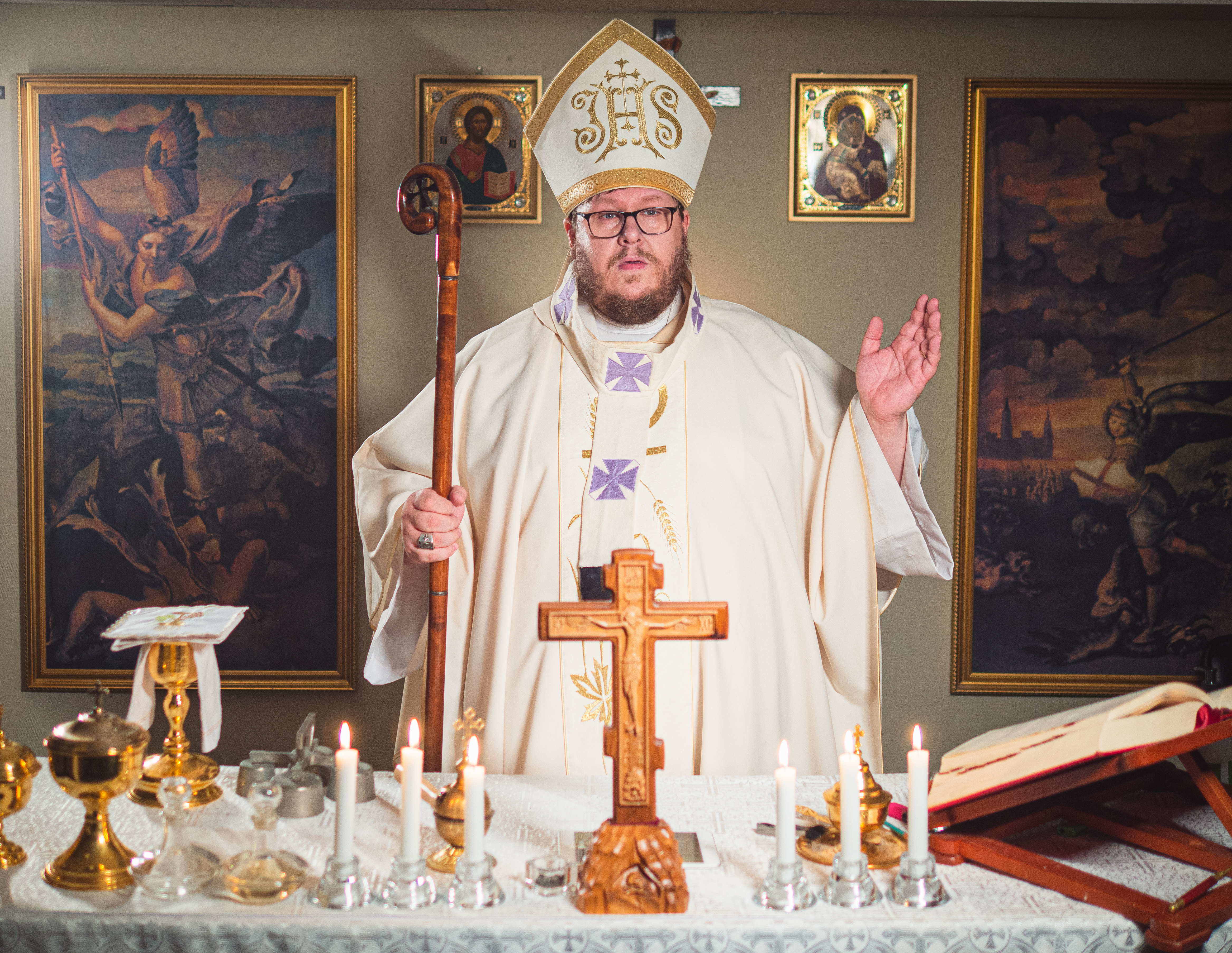
Старокатолический митрополит Павел Бегичев служит Святую Мессу в оратории святого Михаила Архангела в Москве

В 1988 году священник Бразильской католической апостольской церкви Антонио Хосе да Коста Рапозо создал и возглавил Старокатолическую церковь в Португалии. Его деятельность привлекла консервативных старокатоликов Европы, которые выражали желание создать альтернативу либеральной Утрехтской унии.
В 2003 году такое объединение было создано. Оно получило название Всемирный совет национальных католических церквей, в который входили консервативные старокатолические структуры Португалии, Канады, Анголы, Польши, Чехии, Словакии, Сербии, Хорватии и др. Первым патриархом (архиепископом-примасом) Всемирного совета национальных католических церквей (ВСНКЦ) стал Антонио Хосе да Коста Рапозо.
Со временем ситуация менялась. Некоторые церкви покинули ВСНКЦ из-за того, что не смогли противостоять либеральным тенденциям в своих приходах.
В сентябре 2017 года в Нитре (Словакия) состоялся собор Всемирного совета национальных католических церквей, на котором Антонио Хосе да Коста Рапозо подал в отставку по идейным соображениям. Новым патриархом ВСНКЦ стал митрополит Старокатолической церкви Словакии Августин Бачинский. А Всемирный совет национальных католических церквей получил второе официальное название — Старокатолический патриархат. На этом же Соборе была принята декларация об утрате Утрехтской унией апостольского преемства.
На этом же соборе по инициативе российских конвергентных лютеран (ЕЛЦАИ), стремящихся к возвращению в Историческую Церковь и ранее восстановивших апостольское преемство от Старокатолической церкви Словакии, была создана первая в истории России старокатолическая структура — Автокефальная церковная провинция святого Михаила Архангела (ЦПСМА).

### Старокатолики в России
С 2015 года консервативные старокатолики Всемирного совета национальных католических церквей начали свою деятельность в России. В 2017 году была создана Автокефальная церковная провинция святого Михаила Архангела, во главе с митрополитом Бегичевым. В 2020 году была зарегистрирована первая консервативная старокатолическая община России, в Москве.

## Список старокатолических церквей

### Церкви — члены Утрехтской унии старокатолических церквей
- Христианско-католическая церковь Швейцарии
- Польско-католическая церковь
- Старокатолическая церковь Австрии[англ.]
- Голландская старокатолическая церковь
- Германская старокатолическая церковь
- Старокатолическая церковь в Чешской Республике[англ.]

### Церкви, находящиеся в общении с Утрехтской Унией Старокатолических церквей
- Хорватская старокатолическая церковь[англ.]
- Старокатолическая церковь Швеции и Дании[англ.]
- Итальянская старокатолическая церковь Утрехтской Унии[англ.]
- Старокатолическая миссия во Франции[англ.]

### Церкви — члены Всемирного совета национальных католических церквей
- Старокатолическая церковь Словакии[нем.]
- Автокефальная церковная провинция святого Христофора
- Автокефальная церковная провинция святого Михаила Архангела

### Церкви — члены Скрантонской унии
- Польская национальная католическая церковь
- Нордическая католическая церковь[англ.]

### Мариавитские церкви
- Католическая церковь мариавитов в Польше[англ.]
- Католическая церковь мариавитов в Камеруне[пол.]
- Старокатолическая мариавитская церковь Польши
- Старокатолическая церковь мариавитов в Северной Америке[пол.]
- Церковь ордена мариавитов в Германии[пол.]

### Другие церкви
- Реформированная католическая церковь[пол.]
- Польская старокатолическая церковь
- Итальянская старокатолическая церковь[итал.]
- Литовская Народная Католическая церковь[англ.]